# Brouderdorff
Brouderdorff é uma comuna francesa na região administrativa de Grande Leste, no departamento de Mosela. Estende-se por uma área de 4,78 km². Em 2010 a comuna tinha 993 habitantes (densidade: 207,7 hab./km²).